# Freeling
Freeling är en ort i Australien. Den ligger i kommunen Light och delstaten South Australia, omkring 56 kilometer norr om delstatshuvudstaden Adelaide. Antalet invånare är 1 635.
Närmaste större samhälle är Gawler, omkring 17 kilometer söder om Freeling.
Trakten runt Freeling består till största delen av jordbruksmark. Runt Freeling är det glesbefolkat, med 11 invånare per kvadratkilometer. Genomsnittlig årsnederbörd är 593 millimeter. Den regnigaste månaden är juli, med i genomsnitt 95 mm nederbörd, och den torraste är december, med 13 mm nederbörd.